# IJzer(III)acetaat
IJzer(III)acetaat is een zout van azijnzuur en driewaardig ijzer. Het heeft een bruinrode kleur en lost goed op in water. De chemische formule is Fe(CH3COO)3. Bij verhitting ontbindt de stof in ijzer(III)oxide, aceton en koolstofdioxide. Verwarmen van een oplossing van ijzer(III)acetaat levert de onoplosbare verbinding basisch ijzer(III)monoacetaat {\displaystyle {\ce {Fe(CH3COO)(OH)2}}}.

## Voorkomen en fysiologische functie
IJzer(III)acetaat komt overal in de natuur voor, ook in het menselijk lichaam. IJzer(III)acetaat verhoogt het ijzergehalte in ons bloed en is gezond maar een overdosis kan dodelijk zijn. Men heeft ongeveer 0,2 mg per dag nodig. IJzer is een van de sporenelementen die nodig zijn voor zowel dier als plant. Extra inname is niet nodig want normaal gesproken krijg je genoeg ijzer binnen.

## Synthese
IJzer(III)acetaat wordt bereid door ijzervijlsel, waterstofperoxide en azijnzuur met elkaar te verhitten bij 117 °C.
Een andere methode bestaat uit de reactie van ijzer(III)chloride met natriumacetaat.

## Toepassingen
IJzer(III)acetaat wordt gebruikt als kleurstof en om het ijzergehalte aan te vullen in grond voor planten.

## Structuur
De binding in de kooistructuur kan op het eerste oog wat vreemd lijken. Met name het centrale zuurstof-atoom ziet er vreemd uit. Nadere beschouwing laat zien dat er in de kooi per ijzer-atoom twee acetaatgroepen zijn. Dit betekent dat elk ijzer(III)-ion nog een netto-lading heeft van +1. Het centrale zuurstof-atoom komt daarmee in een vergelijkbare positie als in het Hydroxonium-ion, wel bekend uit de zuur-base-theorie van Brønsted. Zuurstof heeft zijn standaard lading (-2), waardoor de drie ijzerclusters samen nog één positieve lading over hebben. Hier zorgt een niet aan het cluster deelnemend acetaat-ion voor de ladingbalans. De drie watermoleculen die in het cluster aangegeven staan zorgen voor het vullen van de coördinatieschil van de ijzer-ionen.